# Incendie du dépôt pétrolier de Plumpang en 2023
 (mars 2023).
L'incendie du dépôt pétrolier de Plumpang en 2023 est survenu le 3 mars 2023 lorsqu'un incendie suivi d'une explosion s'est produit dans un dépôt pétrolier de Pertamina à Plumpang, à Koja (en), à Jakarta, en Indonésie. L'incendie s'est propagé aux zones résidentielles voisines et au moins dix-neuf personnes ont été tuées.

## Dépôt
Le dépôt de stockage de pétrole de Pertamina à Plumpang est souvent considéré comme le dépôt de carburant le plus important d'Indonésie, ayant été créé en 1974 et ayant une capacité de près de 300 millions de litres de carburant. À lui seul, le dépôt gère environ 20% de l'approvisionnement en carburant du pays, desservant principalement la région du Grand Jakarta. Il a déjà connu un incendie en 2009, lors duquel une personne a été tuée.
Les zones résidentielles étaient initialement assez éloignées du dépôt de carburant, une parcelle de terrain appartenant à Pertamina les séparant. Cependant, à partir de 1998, les habitants avaient progressivement empiété sur le terrain de Pertamina, construisant des maisons illégalement jusqu'à ce que des milliers d'habitants vivent à proximité du dépôt de carburant. Au moment de l'incendie, certaines maisons n'étaient qu'à un mètre de la clôture du dépôt et la parcelle de Pertamina était devenue une zone résidentielle dense. Pertamina avait prévu que la distance minimale entre le dépôt et les zones résidentielles soit de 300 mètres après l'incendie de 2009,.

## Incendie et explosion
Vers 20 h 0, heure locale (UTC+7), un incendie s'est déclaré au dépôt de carburant. Selon le porte-parole de Pertamina, l'incendie provenait du pipeline de réception du dépôt. On soupçonnait qu'un coup de foudre avait déclenché l'incendie. Les pompiers ont reçu un rapport de l'incendie à 20 h 11. Le feu s'est propagé à un certain nombre de maisons voisines, et des témoins locaux ont signalé une forte explosion. Des dizaines de maisons locales ont été incendiées, bien que vers 23 h 0, la plupart des incendies résidentiels aient été maîtrisés.
Deux camions de pompiers et dix pompiers ont été initialement déployés, et ce chiffre est progressivement passé à 52 camions de pompiers avec 260 pompiers. Vers 22 h 30, le feu était localisé et le feu était maîtrisé vers minuit.

## Conséquences
Des dizaines de brûlés ont été évacués vers les hôpitaux voisins. À 23 h 0, heure locale, 17 personnes avaient été confirmées tuées, dont deux enfants, et plus de cinquante blessées. Cela a été révisé plus tard jusqu'à 13 tués le jour suivant, avec trois enfants parmi les tués. Quatre autres corps ont été retrouvés samedi matin dans les ruines, portant le nombre de morts à 17. Le nombre de morts a été mis à jour à 19 le lendemain, avec 3 autres adolescents toujours portés disparus. Environ 600 personnes ont été évacuées du jour au lendemain vers la mairie du nord de Jakarta et les bâtiments publics voisins.
Les opérations de ravitaillement ont repris au dépôt à 4 h 0 heure locale le lendemain. Pertamina a utilisé plusieurs autres dépôts de carburant dans le Grand Jakarta pour compenser la perturbation de Plumpang. Le ministre des entreprises publiques Erick Thohir a déclaré son intention de relocaliser les résidents vivant à proximité de l'installation. Le président Joko Widodo a visité un camp d'évacués le 5 mars et a proposé les options de relocaliser les résidents à proximité ou de déplacer le dépôt de Pertamina sur une île récupérée.